# 关岳庙
关岳庙位于北京市西城区鼓楼西大街149号，系清代建筑，南北长253.04米，东西宽101米，占地面积25553平方米。是全国重点文物保护单位。

## 历史
关岳庙原是为道光帝第七子醇贤亲王奕譞修建的醇贤亲王庙，奕譞于光绪十六年十一月二十日（1891年1月1日）逝世，十二月二十六日光绪帝上谕决定为其建庙、立祠和修墓。光绪十七年（1891年）醇贤亲王庙开始修建，至光绪二十五年（1899年）建成，但一直未入祀。民国三年（1914年），北洋政府在后寝祠塑关羽、岳飞像，关岳并祀，称“关岳庙”。1939年3月23日，日伪政府宣称“华北临时政府在此恢复武成王庙”，将其改称“武成王庙”，简称“武庙”，将大殿和关岳殿分别改称武成殿、武德堂。堂内北、东、西三面墙壁上嵌有配享、从祀武成王的80位历代名将传賛石刻，现仅存刻石16块。 
1950年用于西藏达赖喇嘛驻京办事处，后被西藏自治区人民政府驻京办事处占用至今。2003年北京市人民政府投资人民币580余万元进行了大规模修缮。

## 建筑布局
庙宇坐北朝南，分二进院落，规模宏大，结构对称。